# Orfordville
Orfordville és una població dels Estats Units a l'estat de Wisconsin. Segons el cens del 2000 tenia 1.272 habitants.

## Demografia
Segons el cens del 2000, Orfordville tenia 1.272 habitants, 455 habitatges, i 348 famílies. La densitat de població era de 423,4 habitants per km².
Dels 455 habitatges en un 41,5% hi vivien nens de menys de 18 anys, en un 59,6% hi vivien parelles casades, en un 11,9% dones solteres, i en un 23,5% no eren unitats familiars. En el 17,8% dels habitatges hi vivien persones soles el 6,8% de les quals corresponia a persones de 65 anys o més que vivien soles. El nombre mitjà de persones vivint en cada habitatge era de 2,78 i el nombre mitjà de persones que vivien en cada família era de 3,14.
Per edats la població es repartia de la següent manera: un 31% tenia menys de 18 anys, un 7,8% entre 18 i 24, un 30,4% entre 25 i 44, un 20,2% de 45 a 60 i un 10,6% 65 anys o més.
L'edat mediana era de 33 anys. Per cada 100 dones de 18 o més anys hi havia 93 homes.
La renda mediana per habitatge era de 46.875 $ i la renda mediana per família de 50.192 $. Els homes tenien una renda mediana de 38.125 $ mentre que les dones 25.050 $. La renda per capita de la població era de 18.169 $. Aproximadament el 6% de les famílies i el 5,9% de la població estaven per davall del llindar de pobresa.

## Poblacions més properes
El següent diagrama mostra les poblacions més properes.